# Eulophia monotropis
Eulophia monotropis är en orkidéart som beskrevs av Rudolf Schlechter. Eulophia monotropis ingår i släktet Eulophia och familjen orkidéer. Inga underarter finns listade i Catalogue of Life.